# Cane mangia cane
Cane mangia cane è un libro di Edward Bunker edito in Italia da Einaudi nel 1999.
Eddie Bunker, in questo romanzo noir, mescola uno stile freddo e descrittivo a dei dialoghi degni del regista Quentin Tarantino, suo carissimo amico e collega. Lo scrittore infatti dedica al regista, che gli ha affidato la parte di Mr. Blue nel film Le iene, una evidente citazione: in un capitolo infatti Troy decide di andare al cinema a vedere Pulp Fiction.

## Trama
I tre amici Troy Cameron, Mad Dog MacCain e Diesel Carson, legati tra loro da un passato in riformatorio, dopo alcuni anni si ritrovano nuovamente coinvolti nel mondo del crimine organizzato, delle rapine e delle sparatorie.

## Adattamento cinematografico
Nel 2016 è stato distribuito nelle sale cinematografiche il film Cane mangia cane, adattamento del romanzo, diretto e cosceneggiato da Paul Schrader e interpretato da Nicolas Cage e Willem Dafoe.

## Edizioni
- Edward Bunker, Cane mangia Cane, collana Einaudi Tascabili, traduzione di Emanuela Turchetti, Einaudi Editore, 1999, ISBN 88-06-17855-5.